# Tachycineta albilinea
Tachycineta albilinea е вид птица от семейство Лястовицови (Hirundinidae).

## Разпространение
Видът е разпространен в Белиз, Гватемала, Коста Рика, Мексико, Никарагуа, Панама, Перу, Салвадор и Хондурас.